# Nínox falcó
El nínox falcó (Uroglaux dimorpha) és una espècie d'ocell de la família dels estrígids (Strigidae) i única espècie del gènere Uroglaux. Habita els boscos de Nova Guinea i Yapen. El seu estat de conservació es considera de risc mínim.